# ライプツィヒ市電NGT12-LEI形電車
NGT12-LEI形は、ドイツ・ライプツィヒの路面電車であるライプツィヒ市電に在籍する電車（超低床電車）。ボンバルディア・トランスポーテーションが展開する超低床電車ブランドであるフレキシティ・クラシックの1つで、38形（Typ 38）とも呼ばれる。

## 概要
2000年代初頭、ライプツィヒ市電を運営するライプツィヒ運輸有限会社（LVB）は、老朽化が進行し騒音も課題となっていたタトラカーを置き換える新型電車の導入を発表した。シーメンス（コンビーノ）やシュタッドラー・レール（バリオバーン）などヨーロッパ各地の鉄道車両メーカーが参加した入札の結果、ドイツ・ベルリンに本社を置くボンバルディア・トランスポーテーションが2003年に受注を獲得し、同社が展開するフレキシティ・クラシックを導入する契約が同年11月に交わされた。また2006年にはドイツで開催されたFIFAワールドカップの観客輸送に備えて2005年9月に追加発注が実施された他、2010年1月にも9編成が発注された。
ドレスデン市電が2003年以降導入したNGT D12DD形電車を基に設計された45m級の長大編成が特徴で、NGT D12DD形と共にフレキシティ・クラシック・XXL（Flexity Clasic XXL）とも呼ばれる。これにより置き換え対象であるタトラカー3両編成（定員238人）を上回る輸送力が確保されている。編成は片運転台式の5車体連接車で、先頭車両・後部車両（動力台車）および3両目の中間車両（付随台車）に車軸付きのボギー台車が設置され、台車がないフローティング車体である2・4両目の中間車両を挟み込む。動力台車は保守や費用、走行特性の面で有利な従来の構造を取り入れているため、低床率はその部分を除いた車内の70％である。運転台部分を含め、車内には空調が完備されている。

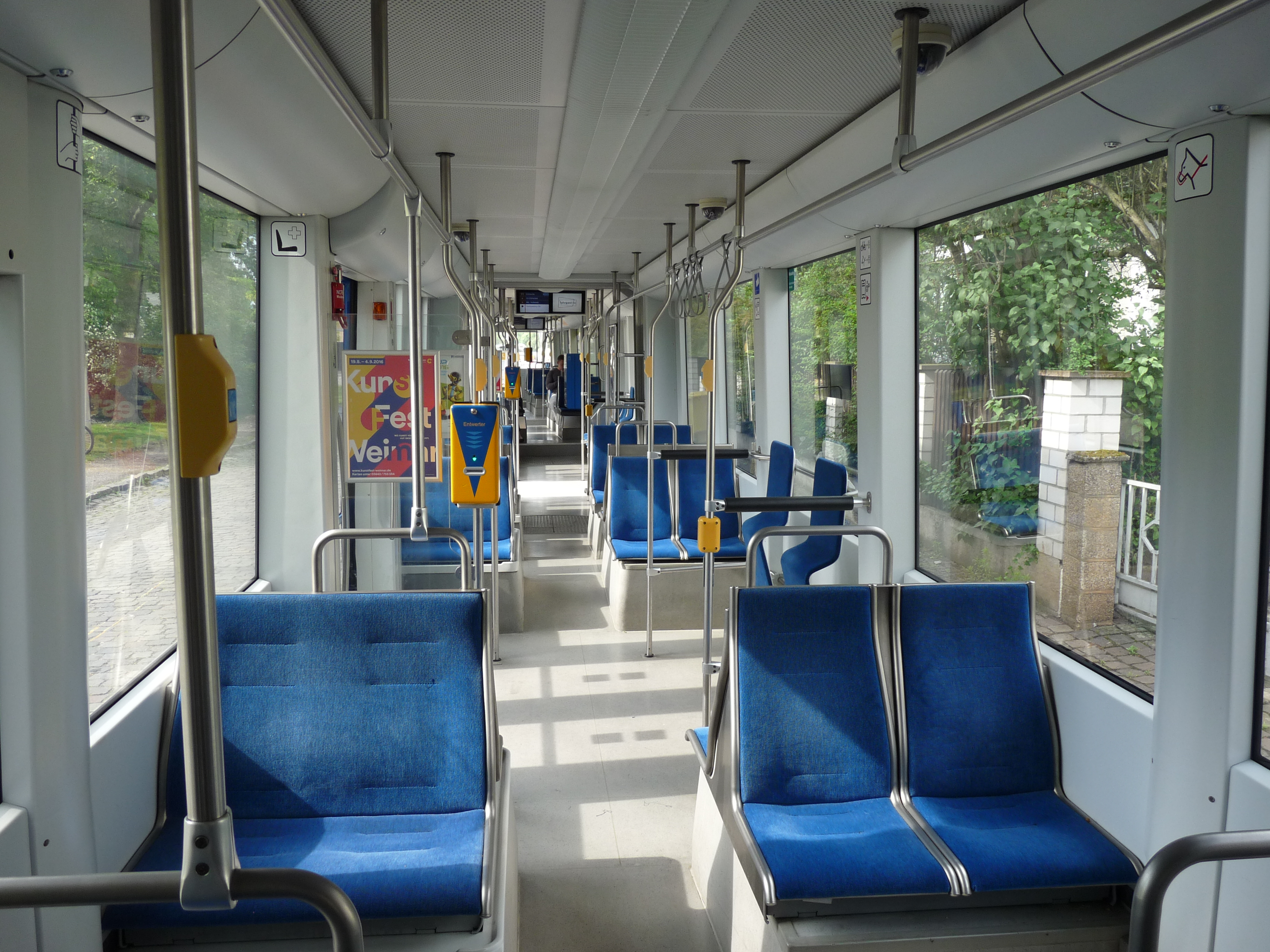
車内
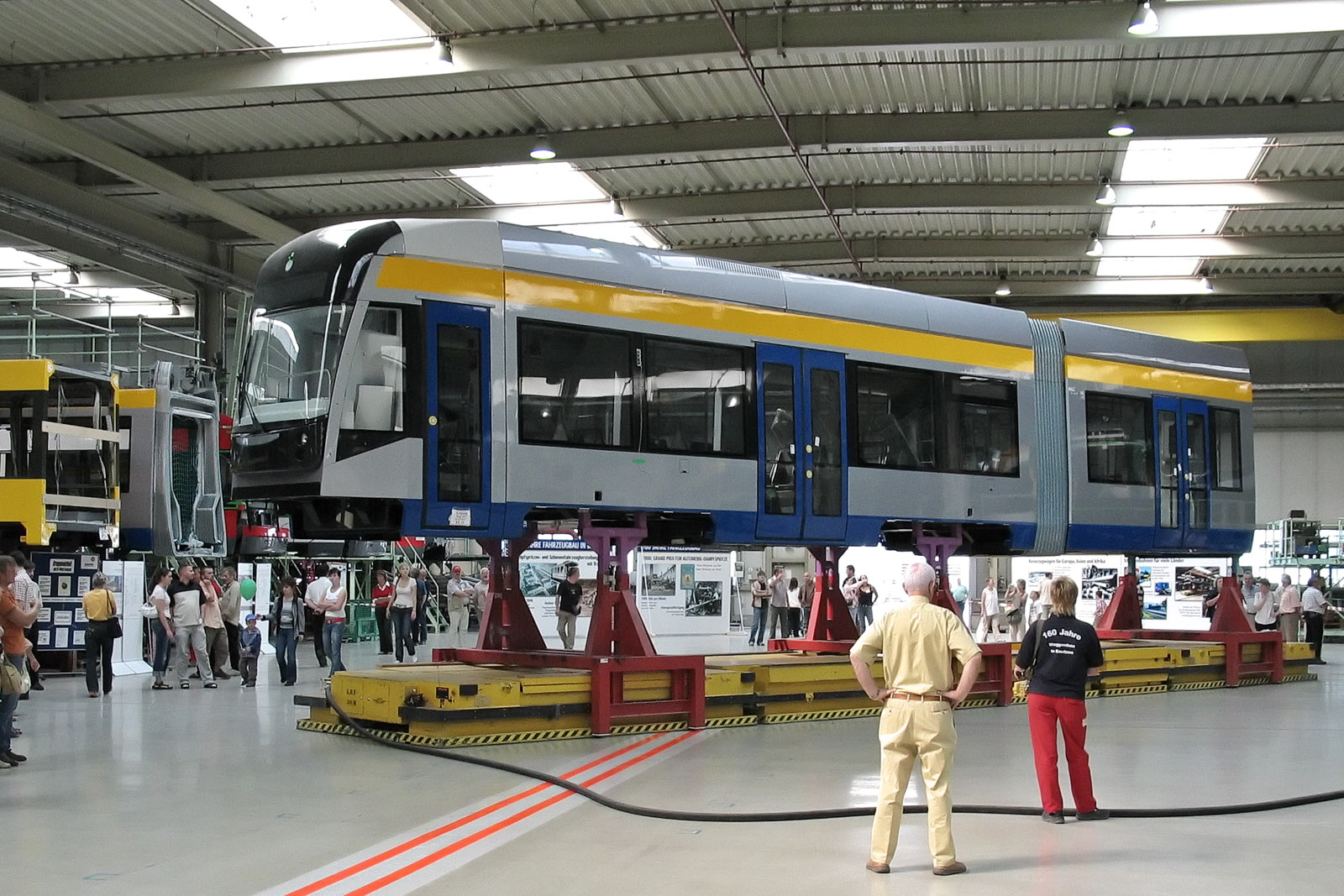
工場で建設中のNGT12-LEI形
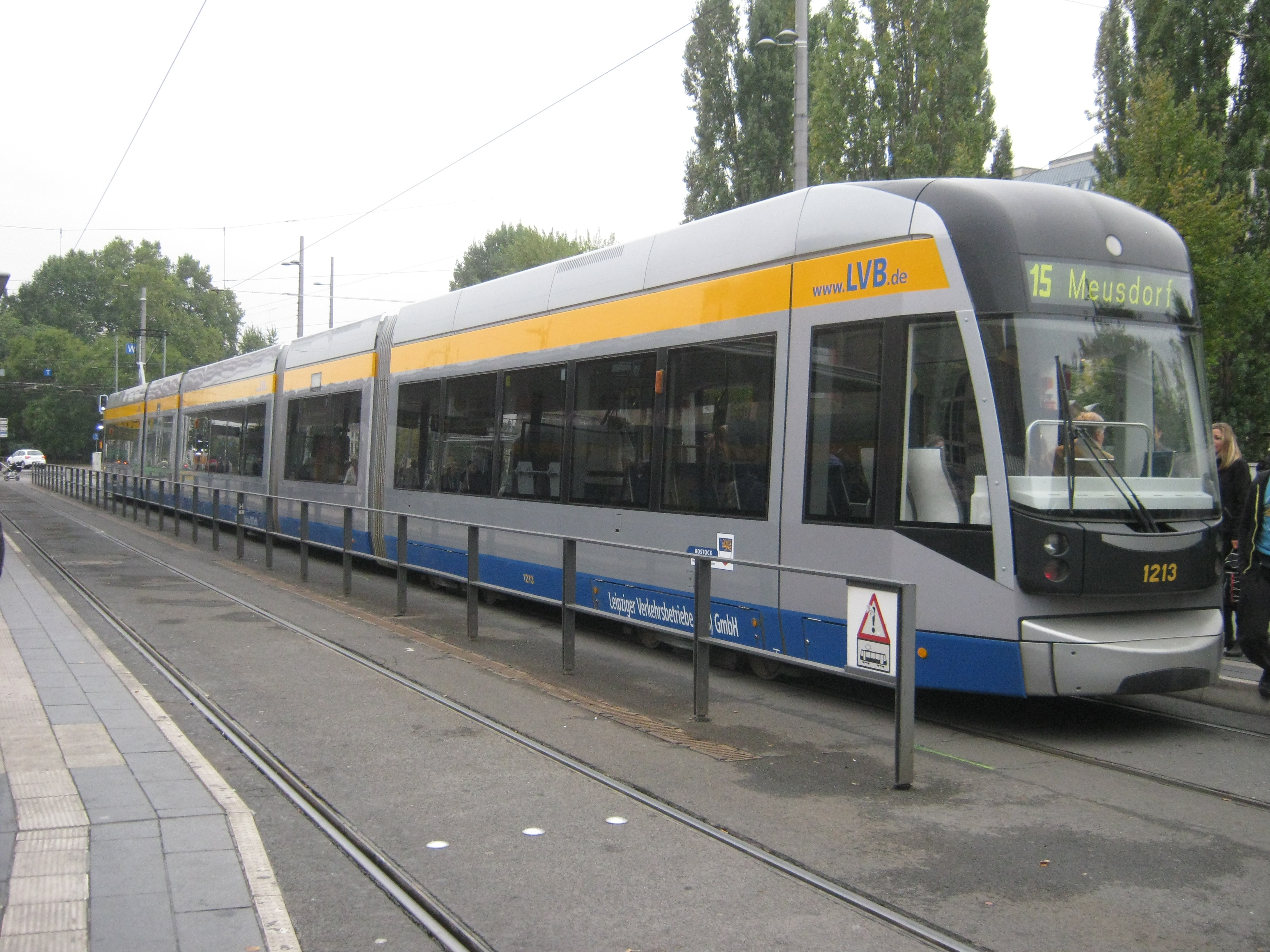
後部車両には集電装置が備わっていない

## 運用
最初の編成（1201）は2005年6月6日にライプツィヒ市電の車庫に到着し、6月8日から試運転が実施された。その後同年9月18日から営業運転が開始したが、その際に障害が発生し運転を停止する事態となった1202は同年中に修理が行われた。翌2006年のFIFAワールドカップ開催までに1次車となる12編成（1201-1212）が揃い、世界中から訪れた観客輸送で高い収容力を発揮した。
同年から2007年までに2次車（1213-1224）が導入され、利用客が増加し続けるライプツィヒ市電の輸送力確保に大きく貢献した。2011年から2012年には更に9編成（1215-1233）の増備が実施されたが、これらについては前面方向幕が改良された他、車内に車内案内表示装置が追加されており、"38a形"（Typ 38a）として区別されている。
これらの33編成には世界各地の都市の名前が付けられており、導入当初はライプツィヒの姉妹都市とFIFAワールドカップの試合会場がある都市が由来となっていたが、2012年以降は姉妹都市と路面電車が走る世界の都市に変更されている。

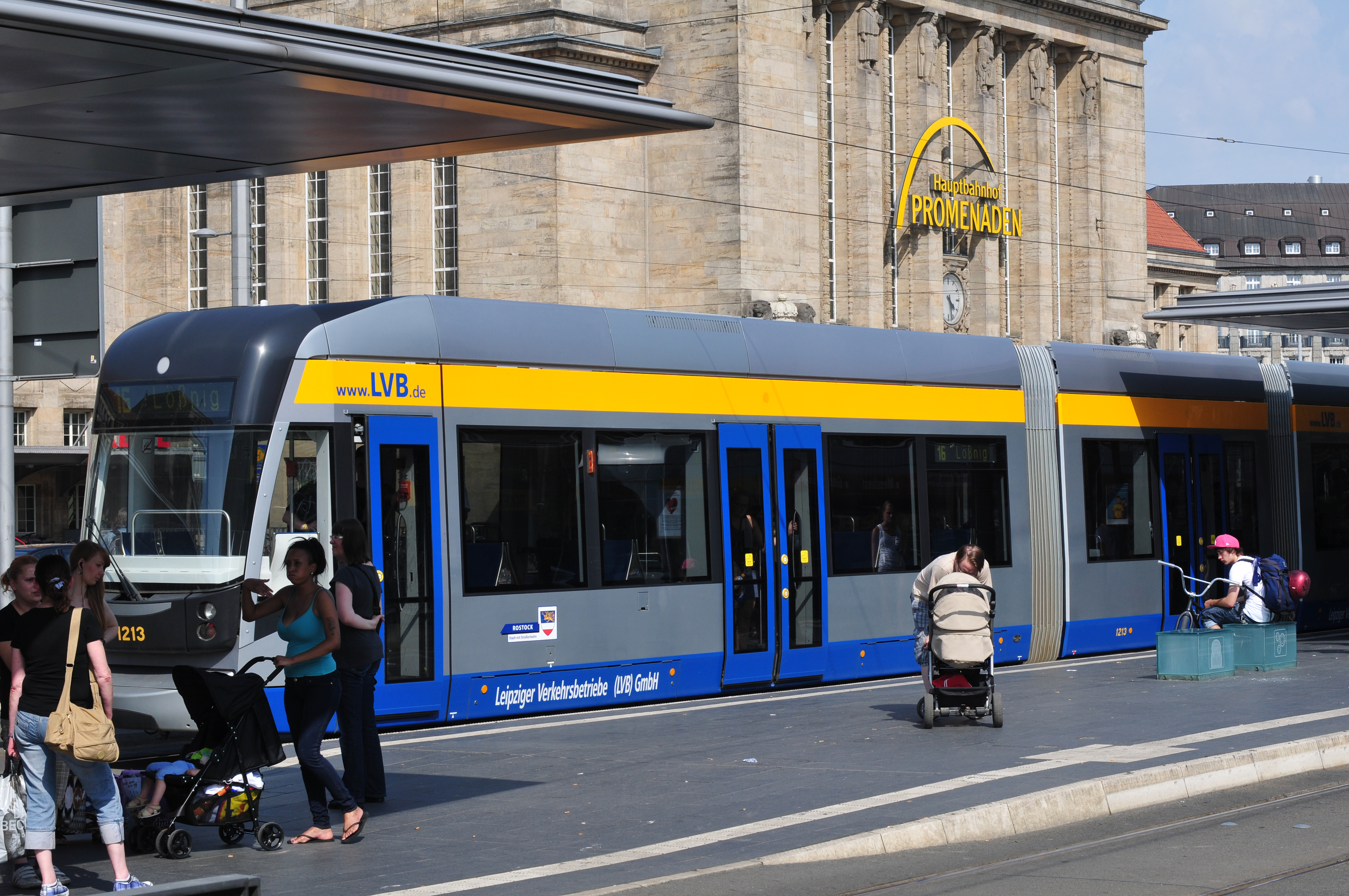
営業運転中の1213
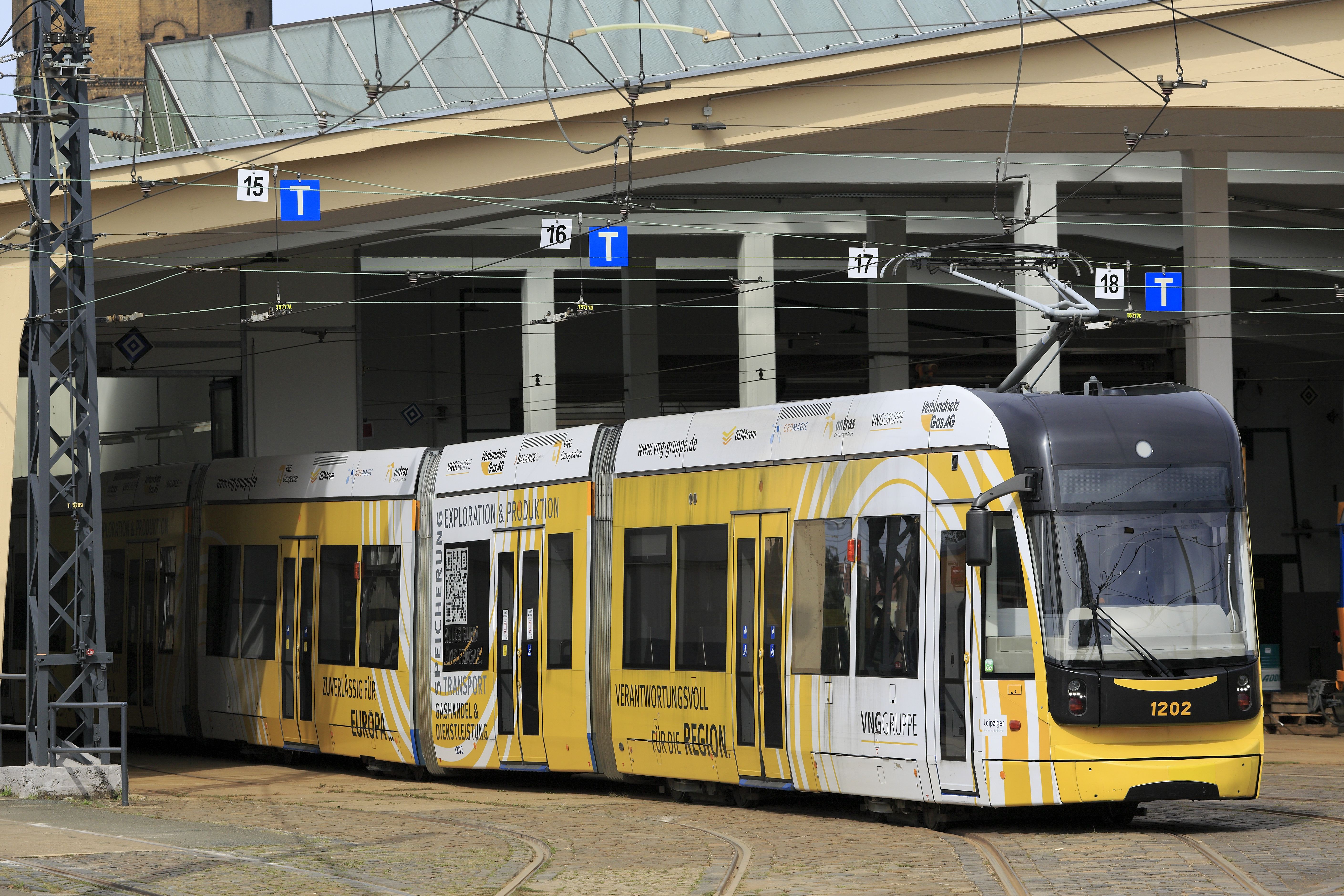
全面広告塗装（1202）
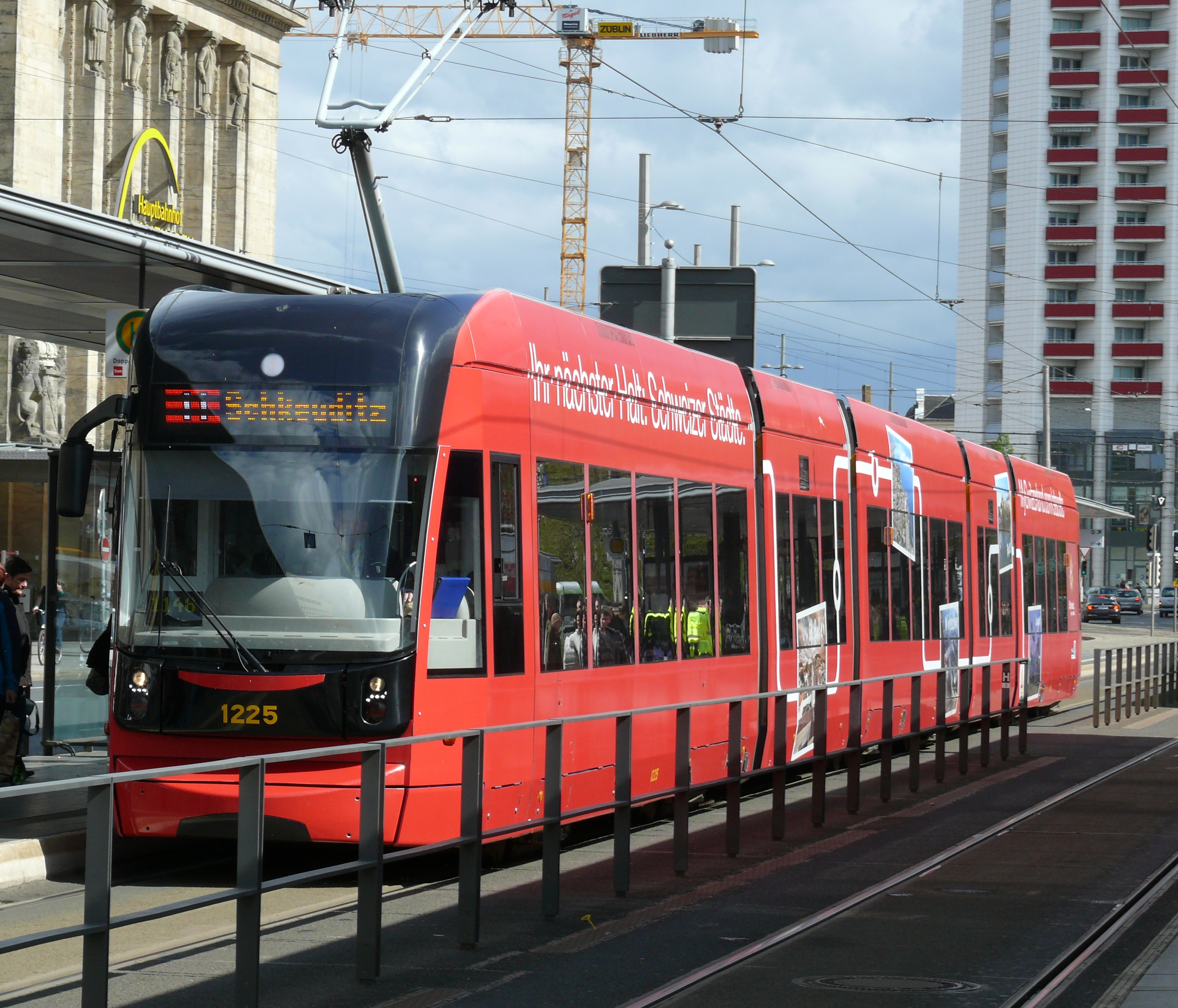
全面広告塗装（1225）